# 雪の魔女の洞窟
『雪の魔女の洞窟』（ゆきのまじょのどうくつ、英語：Caverns of the Snow Witch）はイギリスのゲームブック。著者はイアン・リビングストン。
『ファイティング・ファンタジー』シリーズ第9巻。原書は1984年にパフィンブックスより刊行された。
日本語版は1986年、浅羽莢子による訳で社会思想社の現代教養文庫より刊行された。

## 概要
怪物が跋扈するファンタジー世界を舞台とし、剣を頼りに危難を切り抜けていく冒険者として活躍する作品。
ゲームシステムについてはファイティング・ファンタジー#システムを参照。
本作は、前半と後半とで大きく作風が異なっている。前半はありふれた地下迷宮の探索もので、従来作と同様にボスキャラを討伐するのが目的である。独自の特徴と言えるのは、北方の寒冷地が舞台となっていて、それにふさわしい敵や事件と遭遇することしかない。
ところが「雪の魔女」を打倒した後半に入ると、洞窟を抜け出て地上の旅となり、さらに2人の魅力的な仲間が加わる。前半の展開がゲーム的だとすると、後半は小説的な趣がある。
本作はもともと前半部分だけをイギリス版『ウォーロック』に載せるかたちで発表されたものであり、前半だけの内容でいったん完結していた。おそらくリビングストンは執筆にあたって、パラグラフ数の少ない雑誌掲載ということもあり、寒冷地という目新しい舞台での面白さだけを考えていたと思われる。その後、本作は単行本化されることとなり、内容を2倍に増やす必要が生じた。こうした場合に取るべき方法は、もともとの作品を詳しく書き直すか、同等の内容を新規に付け加えるか、の2つがある。リビングストンが選んだのは後者であった。
FFシリーズにおけるリビングストンの作品は、『火吹山の魔法使い』の地下迷宮から始まり、森→都市→島、と次第に舞台が広くなっていった。これはテーブルトークRPGの手法を取り込んでいこうという方法論であり、その中でもとりわけ背景指向の強いものに該当する。これをさらに推し進めようとするならば、残るのは連続シナリオを追っていくキャンペーン・ゲームだけである。しかし従来のFFシリーズはいずれも単一の目的を果たす内容であり、作品同士の関連性がほとんどわからないため、キャンペーン・ゲームを楽しむのに不可欠な背景世界が見えてこなかった。
そこでリビングストンは、本作後半部の執筆にあたり、それまでのシリーズに登場した地名を続出させ、背景世界の存在を明確に意識させるようにした。地下迷宮コンテストで知られたファングの町、ドワーフの住まうストーンブリッジ、そして火吹山など、シリーズを追ってきた読者は懐かしい地名をいくつも目にすることになる。この方向性は、やがて背景世界資料集『タイタン』を生み出すという形で結実する。そして以後のFFシリーズは、『タイタン』に基づいた内容を執筆する新人作家たちを中心に紡がれるようになった。

## あらすじ
君はビッグ・ジム・サンという商人に雇われて、氷指山脈のふもとにある前哨砦を目指す隊商の護衛をしていた。ところがたどり着いてみると、砦は怪物の襲撃で壊滅したあとだった。君は金貨50枚で怪物退治の仕事を引き受け、雪の中を追跡に向かう。
君が目的の怪物たる雪男を発見したのは、ちょうど不運な毛皮猟師が襲われている最中だった。雪男を斬り捨てた君は、猟師が息を引き取る前に言い残した邪悪な雪の魔女とその財宝に興味を抱き、商人の元には戻らず冒険を続けることを決める。
猟師の遺言に従って、隠された洞窟の入口を見つけ出した君は、その奥底に潜む雪の魔女を討ち取ることに成功する。洞窟内には魔女の配下の怪物がまだ大勢いたが、奴隷の身から解放されたエルフの赤速（）と、ドワーフのスタブの手引きで脱出する。
すでに商人からは死んだと思われているだろうことから、君は2人の仲間とともに氷指山脈から離れて南下することを選ぶ。だが、スタブを彼の故郷ストーンブリッジへと送り届けたあと、赤速は衝撃的な事実を明かす。すでに2人とも、雪の魔女の遺した〈死の呪い〉に蝕まれているというのだ。呪いから逃れるためには、〈癒し手〉と呼ばれる人物を探すしかない。しかし赤速は道半ばで力尽き、君はただひとりで探索行を果たさねばならなくなる。

## 書誌情報
- 『雪の魔女の洞窟』社会思想社〈現代教養文庫〉、1986年4月25日。ISBN 4-390-11152-3
  - 著：イアン・リビングストン / イラスト：ゲイリー・ワード、エドワード・クロスビー / 訳：浅羽莢子
- 『雪の魔女の洞窟』国際通信社、2004年8月31日。ISBN 4-434-04768-X ※d20システム用シナリオ
  - 翻案：ジェイミー・ウォーリス / 訳：待兼音二郎